# Coppa delle nazioni africane femminile 2018
La Coppa delle nazioni africane femminile 2018, nota anche con la denominazione sponsorizzata Total Women's Africa Cup Of Nations 2018, è stata la tredicesima edizione della massima competizione calcistica per nazionali femminili organizzata dalla Confédération Africaine de Football (CAF), la seconda con questa denominazione. Si è disputata tra il 17 novembre e il 1º dicembre 2018 in Ghana.
Il torneo è stato vinto per l'undicesima volta dalla Nigeria, che in finale ha superato il Sudafrica ai tiri di rigore, dopo che i tempi regolamentari erano terminati sullo 0-0. Il campionato è servito anche da qualificazione al campionato mondiale 2019, al quale hanno avuto accesso le prime tre nazionali, ossia Nigeria, Sudafrica e Camerun.

## Formato
Alla fase finale accedevano 8 squadre nazionali, delle quali il Ghana come ospite, mentre le altre 7 tramite le qualificazioni. La fase di qualificazione era organizzata su due fasi a eliminazione diretta: vi hanno preso parte 24 squadre e al turno finale le sette vincitrici si sono qualificate alla fase finale. Nella fase finale, invece, le otto squadre partecipanti erano suddivise in due gruppi da quattro, con partite di sola andata. Le prime due di ciascun raggruppamento si qualificavano per le semifinali, con le prime classificate a incontrare le seconde dell'altro gruppo.

## Qualificazioni
Alle qualificazioni hanno accesso un totale di 24 squadre, in rappresentanza dei loro rispettivi paesi. Nel turno preliminare le venti nazionali di fascia inferiore si sono affrontate in partite a eliminazione diretta. Le dieci vincitrici si sono aggiunte alle altre quattro nazionali al secondo turno, affrontandosi in partite a eliminazione diretta, valide ad assegnare i sette posti disponibili per la fase finale. Il primo turno si è disputato dal 4 al 10 aprile 2018, mentre il secondo turno dal 4 al 12 giugno 2018.
La Guinea Equatoriale, dopo essere stata esclusa dalla partecipazione all'edizione 2016, era stata sospesa per le edizioni 2018 e 2020, ma venne comunque inclusa nelle qualificazioni al torneo 2018. La FIFA, in seguito, mise comunque al bando la Guinea Equatoriale dalla partecipazione al campionato mondiale femminile di calcio 2019 indipendentemente dal risultato che otterrà nella Coppa delle nazioni africane.

### Primo turno
| Squadra 1      | Totale          | Squadra 2          | Andata | Ritorno |
| -------------- | --------------- | ------------------ | ------ | ------- |
| Senegal        | 2 - 3           | Algeria            | 2 - 1  | 0 - 2   |
| Libia          | 0 - 15          | Etiopia            | 0 - 8  | 0 - 7   |
| Marocco        | 1 - 1 (gfc)     | Costa d'Avorio     | 1 - 1  | 0 - 0   |
| Sierra Leone   | [ 12 ]          | Mali               | -      | -       |
| Burkina Faso   | 3 - 3 (3-5 dtr) | Gambia             | 2 - 1  | 1 - 2   |
| Rep. del Congo | 3 - 1           | Rep. Centrafricana | 2 - 0  | 1 - 1   |
| Kenya          | 1 - 0           | Uganda             | 1 - 0  | 0 - 0   |
| Lesotho        | 3 - 1           | Swaziland          | 1 - 0  | 2 - 1   |
| Tanzania       | 4 - 4 (gfc)     | Zambia             | 3 - 3  | 1 - 1   |
| Namibia        | 0 - 4           | Zimbabwe           | 0 - 2  | 0 - 2   |

### Secondo turno
| Squadra 1      | Totale      | Squadra 2          | Andata | Ritorno |
| -------------- | ----------- | ------------------ | ------ | ------- |
| Algeria        | 6 - 3       | Etiopia            | 3 - 1  | 3 - 2   |
| Costa d'Avorio | 2 - 2 (gfc) | Mali               | 2 - 2  | 0 - 0   |
| Gambia         | 0 - 7       | Nigeria            | 0 - 1  | 0 - 6   |
| Rep. del Congo | 0 - 10      | Camerun            | 0 - 5  | 0 - 5   |
| Kenya          | 2 - 3       | Guinea Equatoriale | 2 - 1  | 0 - 2   |
| Lesotho        | 0 - 7       | Sudafrica          | 0 - 1  | 0 - 6   |
| Zambia         | 2 - 2 (gfc) | Zimbabwe           | 0 - 1  | 2 - 1   |

## Squadre partecipanti
Il 18 ottobre 2018 venne comunicata l'ammissione del Kenya alla fase finale dopo la squalifica della Guinea Equatoriale da parte della CAF per aver schierato una calciatrice non eleggibile. Il 7 novembre 2018 la Corte d'Appello della CAF annullò la squalifica, ritenendo eleggibile la calciatrice in questione e ammettendo la Guinea Equatoriale alla Coppa delle nazioni africane 2018. In seguito, il Kenya si è appellata al Tribunale Arbitrale dello Sport contro la decisione della Corte d'Appello della CAF, perdendo, però, l'appello.
| Pr. | Squadra            | Data di qualificazione certa | Partecipante in quanto                                         | Ultima presenza |
| --- | ------------------ | ---------------------------- | -------------------------------------------------------------- | --------------- |
| 1   | Ghana              | 28 settembre 2016            | Rappresentativa della nazione organizzatrice della fase finale | 2016            |
| 2   | Camerun            | 9 giugno 2018                | Vincitrice della fase di qualificazione                        | 2016            |
| 3   | Guinea Equatoriale | 9 giugno 2018                | Vincitrice della fase di qualificazione                        | 2012            |
| 4   | Algeria            | 10 giugno 2018               | Vincitrice della fase di qualificazione                        | 2014            |
| 5   | Sudafrica          | 10 giugno 2018               | Vincitrice della fase di qualificazione                        | 2016            |
| 6   | Zambia             | 10 giugno 2018               | Vincitrice della fase di qualificazione                        | 2014            |
| 7   | Mali               | 10 giugno 2018               | Vincitrice della fase di qualificazione                        | 2016            |
| 8   | Nigeria            | 11 giugno 2018               | Vincitrice della fase di qualificazione                        | 2016            |

## Stadi
Il campionato venne ospitato da due impianti in Ghana.
| Accra                | Accra Cape Coast Stadi ospitanti la coppa delle nazioni africane 2018. | Cape Coast                |
| Accra Sports Stadium | Accra Cape Coast Stadi ospitanti la coppa delle nazioni africane 2018. | Cape Coast Sports Stadium |
| Capacità: 40 000     | Accra Cape Coast Stadi ospitanti la coppa delle nazioni africane 2018. | Capacità: 15 000          |
|                      | Accra Cape Coast Stadi ospitanti la coppa delle nazioni africane 2018. |                           |

## Fase a gruppi
Il sorteggio per la composizione dei gironi si è tenuto il 21 ottobre 2018 presso il Mövenpick Ambassador Hotel di Accra. Il Ghana è stato assegnato al gruppo A in qualità di nazione organizzatrice della fase finale, mentre la Nigeria è stata assegnata al gruppo B in qualità di squadra campione in carica.

### Gruppo A

#### Classifica
| Pos. | Squadra | Pt | G | V | N | P | GF | GS | DR |
| ---- | ------- | -- | - | - | - | - | -- | -- | -- |
| 1.   | Camerun | 7  | 3 | 2 | 1 | 0 | 6  | 2  | +4 |
| 2.   | Mali    | 6  | 3 | 2 | 0 | 1 | 6  | 5  | +1 |
| 3.   | Ghana   | 4  | 3 | 1 | 1 | 1 | 3  | 3  | 0  |
| 4.   | Algeria | 0  | 3 | 0 | 0 | 3 | 2  | 7  | -5 |

#### Risultati
| Arbitro: | Lidya Tafesse |

|             |           |  |
| Amfobea 13’ | Marcatori |  |

| Arbitro: | Jonesia Rukyaa Kabakama |

|               |           |                           |
| A. Traoré 56’ | Marcatori | 71’ Meffometou 73’ Nchout |

| Arbitro: | Letticia Antonella Viana |

|                 |           |                          |
| Addo 71’ (rig.) | Marcatori | 24’ (rig.), 75’ B. Touré |

| Arbitro: | Fatou Thioune |

|                                        |           |  |
| Onguéné 13’ Enganamouit 54’ Nchout 60’ | Marcatori |  |

| Arbitro: | Maria Rivet |

|                  |           |            |
| Manie 41’ (rig.) | Marcatori | 31’ Boakye |

| Arbitro: | Patience Madu Ndidi |

|                                    |           |                                          |
| Belkacemi 37’ Merrouche 63’ (rig.) | Marcatori | 58’, 90+4’ (rig.) F. Diarra 83’ Diadhiou |

### Gruppo B

#### Classifica
| Pos. | Squadra            | Pt | G | V | N | P | GF | GS | DR  |
| ---- | ------------------ | -- | - | - | - | - | -- | -- | --- |
| 1.   | Sudafrica          | 7  | 3 | 2 | 1 | 0 | 9  | 2  | +7  |
| 2.   | Nigeria            | 6  | 3 | 2 | 0 | 1 | 10 | 1  | +9  |
| 3.   | Zambia             | 4  | 3 | 1 | 1 | 1 | 6  | 5  | +1  |
| 4.   | Guinea Equatoriale | 0  | 3 | 0 | 0 | 3 | 1  | 18 | -17 |

#### Risultati
| Arbitro: | Gladys Lengwe |

|  |           |              |
|  | Marcatori | 85’ Kgatlana |

| Arbitro: | Bouchra Karboubi |

|                                                                 |           |  |
| G. Chanda 7’ Lungu 43’ Kundananji 57’, 87’ Mwakapila 66’ (rig.) | Marcatori |  |

| Arbitro: | Suavis Iratunga |

|                                                |           |  |
| Oparanozie 41’, 75’ Ordega 69’ Okoronkwo 90+4’ | Marcatori |  |

| Arbitro: | Dorsaf Ganouati |

|                |           |                                                                                        |
| Nkuandum 45+1’ | Marcatori | 19’ (rig.) Motlhalo 21’ Nyandeni 56’ Jane 60’, 63’ Kgatlana 76’ Mthandi 79’ Seoposenwe |

| Arbitro: | Vincentia Enyonam Amedome |

|  |           |                                                              |
|  | Marcatori | 10’ Ordega 13’, 22’, 33’ Oshoala 48’ Oparanozie 63’ Chikwelu |

| Arbitro: | Carolyne Wanjala |

|             |           |                |
| Kgatlana 8’ | Marcatori | 10’ Kundananji |

## Fase a eliminazione diretta

### Tabellone
|  | Semifinali | Semifinali    | Semifinali |           |               | Finale          | Finale          | Finale          |  |
|  |            |               |            |           |               |                 |                 |                 |  |
|  | 1A         | Camerun       | 0 (2)      |           |               |                 |                 |                 |  |
|  | 1A         | Camerun       | 0 (2)      |           |               |                 |                 |                 |  |
|  | 2B         | Nigeria (dtr) | 0 (4)      |           |               |                 |                 |                 |  |
|  | 2B         | Nigeria (dtr) | 0 (4)      |           | Nigeria (dtr) | Nigeria (dtr)   | 0 (4)           |                 |  |
|  |            |               |            |           | Nigeria (dtr) | Nigeria (dtr)   | 0 (4)           |                 |  |
|  |            |               | Sudafrica  | Sudafrica | 0 (3)         |                 |                 |                 |  |
|  | 1B         | Sudafrica     | Sudafrica  | Sudafrica | 0 (3)         | 2               |                 |                 |  |
|  | 1B         | Sudafrica     |            |           |               | 2               |                 |                 |  |
|  | 2A         | Mali          | 0          |           |               | Finale 3º posto | Finale 3º posto | Finale 3º posto |  |
|  | 2A         | Mali          | 0          |           |               |                 |                 |                 |  |
|  |            |               |            |           |               |                 |                 |                 |  |
|  |            |               |            |           |               | Camerun         | Camerun         | 4               |  |
|  |            |               |            |           |               | Camerun         | Camerun         | 4               |  |
|  |            |               |            |           |               | Mali            | Mali            | 2               |  |

### Semifinali
Le vincitrici delle semifinali, Nigeria e Sudafrica, si sono qualificate direttamente al campionato mondiale 2019.
| Arbitro: | Lidya Tafesse |

|                                |                      |                           |
| Nchout Feudjio Enganamouit Ngo | Tiri di rigore 2 – 4 | Ebi Ajibade Oshoala Ebere |

| Arbitro: | Jonesia Rukyaa Kabakama |

|                           |           |  |
| Kgatlana 31’ Ramalepe 81’ | Marcatori |  |

### Finale terzo posto
La vincitrice della finale terzo posto si è qualificata direttamente al campionato mondiale 2019.
| Arbitro: | Maria Rivet |

|                                        |           |                                |
| Abena 32’, 40’ Onguéné 62’ Manie 90+2’ | Marcatori | 44’ F. Diarra 56’ (aut.) Awona |

### Finale
| Arbitro: | Gladys Lengwe |

|                                   |                      |                                             |
| Ebi Ebere Chikwelu Ihezuo Uchendu | Tiri di rigore 4 – 3 | Matlou Ramalepe Nyandeni Makhabane Motlhalo |

## Statistiche

### Premi
Questi sono i premi individuali conferiti al termine del torneo.
| Premio              | Vincitrice      |
| ------------------- | --------------- |
| Migliore giocatrice | Thembi Kgatlana |
| Migliore marcatrice | Thembi Kgatlana |
| Premio Fair Play    | Camerun         |

### Classifica marcatrici
5 reti
- Thembi Kgatlana

3 reti
- Fatoumata Diarra
- Desire Oparanozie
- Asisat Oshoala
- Racheal Kundananji

2 reti
- Ninon Abena
- Christine Manie
- Ajara Nchout
- Gabrielle Onguéné
- Bassira Touré
- Francisca Ordega

1 rete
- Lydia Belkacemi
- Imene Merrouche
- Gaëlle Enganamouit
- Claudine Meffometou Tcheno
- Elizabeth Addo
- Gladys Amfobea
- Portia Boakye
- Elena Nkuandum
- Aïssatou Diadhiou
- Aissata Traoré
- Rita Chikwelu
- Amarachi Okoronkwo
- Refiloe Jane
- Linda Motlhalo
- Amanda Mthandi
- Mpumi Nyandeni
- Lebohang Ramalepe
- Jermaine Seoposenwe
- Grace Chanda
- Ireen Lungu
- Mary Mwakapila

Autorete
- Aurelle Awona (1 a favore del Mali)